# 豪デレ美少女 凪原そら
『豪デレ美少女 凪原そら♥』（ごうデレびしょうじょ なぎはらそら）は、水無月すうによる日本の漫画。白泉社の青年漫画雑誌『ヤングアニマルあいらんど』にて2004年刊のno.7から連載開始し、同誌のリニューアル『ヤングアニマルイノセント』（2014年に1号のみ刊行）まで連載された。また、同社の『ヤングアニマル』で2010年12号に特別編が掲載（1巻収録）、『ヤングアニマル嵐』においても2013年5号から8号まで短期集中連載（3・4巻収録）された。単行本が白泉社ジェッツコミックスから4巻刊行され、以上の全話を収録の上で「第一部 完」となっている。話数カウントは「第○犯目」。
「豪デレ」というジャンルの美少女を主題に扱った作品であり、同誌に掲載されていた、瀬口たかひろの「たまたまオトメ」のオマージュ作品である。

## ストーリー
山川将太が作中での漫画作品である『たま×キス』を読んでいると、凪原そらが本の中から出てきて将太を殿と呼んで将太の子供を作らせようと行動する。そらの性格は作中の原作とは異なる設定であった。

## 登場人物
山川 将太（やまかわ しょうた）
本作の主人公。私立アニモー学園に通う。『たま×キス』の熱心な読者。そらによって様々な試練を受けさせられる。
凪原 そら（なぎはら そら）
本作のヒロイン。『たま×キス』のヒロインだったが、本の中から出てきて将太に子作りをさせようとする。二次元殺法を操る武術の使い手。見た目は可愛いが、行動は手段を選ばない冷酷さを併せ持つ非情のヒロインとして描かれる。将太に対して「殿」と呼ぶ。
諸岡 天花（もろおか てんか）
腐苦王火（ふくおか）拳闘部の部長。元々貧乳だったが、そらによって体質が変わり、それによって腐苦王火拳を破門になる。アニモー学園に来るまでは内気で引っ込み思案だったが、七道と出会って変わった。
七道（ななどう）
腐苦王火拳闘部の顧問。腐苦王火拳の使い手で、教師という職にありながら、貧乳以外に興味はない。
鏑木 亮子（かぶらぎ りょうこ）
主人公の幼馴染、アニモー学園の寮長。
諸岡 地花（もろおか ちか）
天花の妹。同じく腐苦王火拳闘部所属。
若月 忍乃（わかつき おしの）
『ヤングアニマル嵐』での短期集中連載（単行本では第16 - 19犯目）から登場した将太のクラスメイト（第23犯目にも登場）。成績優秀だが人付き合いが苦手で、クラスの中で浮いた存在。優秀さゆえに周囲から期待を寄せられており、そのことに疲れを感じている。

## その他
腐苦王火拳
貧乳による貧乳のために編み出された暗殺拳。

## 単行本
- 水無月すう『豪デレ美少女 凪原そら♥』 白泉社〈ジェッツコミックス〉、全4巻
  1. 2011年1月28日発売、ISBN 978-4-592-14781-7
  2. 2012年10月29日発売、ISBN 978-4-592-14782-4
  3. 2013年10月29日発売、ISBN 978-4-592-14783-1
  4. 2014年6月27日発売　ISBN 978-4-592-14784-8